# Loligo
Loligo és un gènere de mol·luscs cefalòpodes de la família Loliginidae.

## Taxonomia
El gènere Loligo incloïa nombroses espècies que han estat situades en altres gèneres; avui només en conté tres:
- Loligo forbesii Steenstrup, 1856
- Loligo reynaudii d'Orbigny [in Ferussac & d'Orbigny], 1839-1841
- Loligo vulgaris Lamarck, 1798